# پرتابگر یک
پرتابگر یک یا لانچر وان (انگلیسی: LauncherOne) یک پرتاب‌کننده مداری دو مرحله‌ای است که توسط ویرجین اوربیت توسعه یافته و به کار گرفته می‌شود و پروازهای عملیاتی خود را در سال ۲۰۲۱ و پس از توسعهٔ آن از ۲۰۰۷ تا ۲۰۲۰ آغاز کرد. این یک پرتابگر هوا به مدار است که برای حمل محموله‌های کوچک تا ۳۰۰ کیلوگرم (۶۶۰ پوند) به مدار خورشیدآهنگ (SSO)، پس از پرتاب هوایی از یک هواپیمای حامل در ارتفاع بالا طراحی شده‌است. این موشک با هواپیمای بوئینگ ۷۴۷–۴۰۰ که با تغییراتی در آن به نام دختر کیهانی نامیده شده، به بالای اتمسفر حمل می‌شود و بر روی اقیانوس رها می‌شود. کار اولیه بر روی این برنامه توسط ویرجین گلکتیک، یکی دیگر از شرکت‌های تابعه گروه ویرجین انجام شد، قبل از اینکه یک نهاد جداگانه؛ گروه ویرجین، در سال ۲۰۱۷ تشکیل شود تا توسعه و راه‌اندازی کسب و کار ارائه دهندهٔ خدمات پرتاب را به‌طور جداگانه از تجارت ویرجین گلکتیک که حامل مسافر باشد، تشکیل دهد.